# رنان دال زوتو

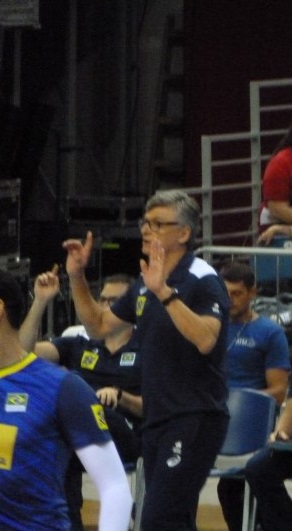
رنان دال زوتو - ۲۰۱۹

رنان دال زوتو (انگلیسی: Renan Dal Zotto) شناخته شده به عنوان رنان (متولد ۱۹ ژوئیه ۱۹۶۰) بازیکن سابق و سرمربی فعلی تیم ملی والیبال برزیل است. رنان به عنوان بازیکن در تیم برزیل در بازی‌های المپیک ۱۹۸۰ تابستانی به رقابت پرداخت و در بازی‌های المپیک تابستانی ۱۹۸۴ به مدال نقره دست یافت.
وی مدتی نیز به عنوان سرمربی هدایت تیم سیسیلی را عهده‌دار بود. وی همچنین سرمربی تیم والیبال برزیل بود.